# Врублевский, Анджей (политик)
Анджей Врублевский (пол. Andrzej Wróblewski ; 22 ноября 1950, с. Смогуры, Любуское воеводство ПНР) — польский экономист, политик, государственный деятель, министр финансов Польши (1988—1989).
Выпускник факультета экономики промышленности Варшавской школы экономики (1973). Член ПОРП с 1971 года.
В 1972—1974 работал экономистом на государственных предприятиях химической отрасли. В 1974—1980 — начальник горнодобывающей промышленном министерства финансов Польши.
В 1980—1981 — на партийной работе в ЦК ПОРП. В 1981—1985 — советник правительства по делам хозяйственной реформы.
В 1985 назначен директором отдела методики планирования и систем регулирования Плановой комиссии при Совете министров Польши.
С ноября 1987 — заместитель государственного секретаря Министерства промышленности.
С 14.11.1988 по 1.08.1989 года — министр финансов в правительстве Мечислава Раковского. На посту министра финансов его сменил Лешек Бальцерович.
В марте 1989 возглавил наблюдательный совет Фонда по обслуживанию внешних долгов Польши.
В июне 1997 года предстал перед Государственным трибуналом Польши по обвинению в алкогольной афере во время работы министром, но был оправдан.
С 1999 — президент инвестиционной группы NYWIG S.A.